# Зебе
Зебе (лат. Fringillidae) су породица птица, која припада реду птица певачица. Зебе одликује дебео купаст кљун, којим лако отварају семе. Перје многих врста је шарено. Углавном се хране семењем, али и поврћем и воћем. Многе врсте птица из других породица се такође називају зебама.

## Опис
Најмањи представници породице зеба су андски чижак (Spinus spinescens), који је дуг само 9,5 центиметара и мексичка цајзла (Spinus psaltria) која је тешка само 8 грама, а највећи представник је вероватно огрличасти батокљун (Mycerobas affinis), који достиже дужину до 24 цм и тежину од 83 грама. Већина врста зеба има купасте, дебеле и кратке кљунове, који су код неких врста прилично велики. Изузетак су хавајске врсте које су познате по великом броју различитих облика и величина кљунова (многе врсте имају дуге, танке и закривљене кљунове). Боја перја је смеђкаста понекада зеленкаста. Многе врсте зеба су великим делом црне, док је бела боја углавном одсутна, осим у виду пруга на крилима. Светложути и црвени пигменти нису неуобичајени, али је плава боја ретка, јер жути пигменти претварају плаву у зелену. Код многих врста, али не и код свих врста зеба је присутан полни диморфизам.

## Распрострањеност и станиште
Зебе углавном насељавају шумовита подручја, али неке врсте настањују планине, па чак и пустиње. Претежно се хране семењем, али врсте из потпородице Euphoniinae се у великој мери хране и зглавкарима и бобицама, док се оне врсте из потпородице чешљугарке (Carduelinae) које насељавају Хаваје хране и нектаром. Гнезда су облика чиније и обично свијена на дрвећу, ређе у грмљу, међу стењем и слично.

## Класификација
Породица зеба (Fringillidae) се дели на 3 потпородице, 52 рода и 218 врста.

### Потпородица зебе (Fringillinae)
- Род зеба (Fringilla)
  - Зеба
 (Fringilla coelebs)
  - Гранканарска плава зеба
 (Fringilla polatzeki)
  - Плава зеба
 (Fringilla teydea)
  - Северна зеба
 (Fringilla montifringilla)

### Потпородица чешљугарке (Carduelinae)
- Род Mycerobas
  - Огрличасти батокљун
 (Mycerobas affinis)
  - Живахни батокљун
 (Mycerobas carnipes)
  - Црножути батокљун
 (Mycerobas icterioides)
  - Тачкастокрили батокљун
 (Mycerobas melanozanthos)
- Род Coccothraustes
  - Батокљун
 (Coccothraustes coccothraustes)
  - Вечерњи батокљун
 (Coccothraustes vespertinus)
  - Капуљачасти батокљун
 (Coccothraustes abeillei)
- Род Eophona
  - Црнорепи батокљун
 (Eophona migratoria)
  - Маскирани батокљун
 (Eophona personata)
- Род Pinicola
  - Борова црвенка
 (Pinicola enucleator)
- Род Pyrrhula
  - Наранџаста зимовка
 (Pyrrhula aurantiaca)
  - Сивоглава зимовка
 (Pyrrhula erythaca)
  - Црвеноглава зимовка
 (Pyrrhula erythrocephala)
  - Белообраза зимовка
 (Pyrrhula leucogenis)
  - Азорска зимовка
 (Pyrrhula murina)
  - Смеђа зимовка
 (Pyrrhula nipalensis)
  - Зимовка
 (Pyrrhula pyrrhula)
- Род Rhodopechys
  - Црвенокрила зеба
 (Rhodopechys sanguineus)
  - Афричка црвенокрила зеба
 (Rhodopechys alienus)
- Род Bucanetes
  - Зеба трубачица
 (Bucanetes githagineus)
  - Монголска зеба
 (Bucanetes mongolicus)
- Род Agraphospiza
  - Гримизна руменка
 (Agraphospiza rubescens)
- Род Callacanthis
  - Црвеновеђа зеба
 (Callacanthis burtoni)
- Род Pyrrhoplectes
  - Златокапа зеба
 (Pyrrhoplectes epauletta)
- Род Procarduelis
  - Тамногруда руменка
 (Procarduelis nipalensis)
- Род Leucosticte
  - Обична планинска зеба
 (Leucosticte nemoricola)
  - Црноглава планинска зеба
 (Leucosticte brandti)
  - Азијска руменка
 (Leucosticte arctoa)
  - Сивокруна руменка
 (Leucosticte tephrocotis)
  - Црна руменка
 (Leucosticte atrata)
  - Смеђокапа руменка
 (Leucosticte australis)
- Род Carpodacus
  - Руменка
 (Carpodacus erythrinus)
  - Гримизна зеба
 (Carpodacus sipahi)
  - Бонински батокљун
 (Carpodacus ferreorostris) (изумрла)
  - Пругаста руменка
 (Carpodacus rubicilloides)
  - Велика руменка
 (Carpodacus rubicilla)
  - Хималајска руменка
 (Carpodacus grandis)
  - Црвеноплашта руменка
 (Carpodacus rhodochlamys)
  - Хималајска лепа руменка
 (Carpodacus pulcherrimus)
  - Кинеска лепа руменка
 (Carpodacus davidianus)
  - Ружичастолеђа руменка
 (Carpodacus waltoni)
  - Ружичастовеђа руменка
 (Carpodacus rhodochroa)
  - Тамнолеђа руменка
 (Carpodacus edwardsii)
  - Тачкастокрила руменка
 (Carpodacus rhodopeplus)
  - Шарпова руменка
 (Carpodacus verreauxii)
  - Винаста руменка
 (Carpodacus vinaceus)
  - Тајванска руменка
 (Carpodacus formosanus)
  - Синајска руменка
 (Carpodacus synoicus)
  - Бледа руменка
 (Carpodacus stoliczkae)
  - Тибетанска руменка
 (Carpodacus roborowskii)
  - Мркожутоглава планинска зеба
 (Carpodacus sillemi)
  - Дугорепа руменка
 (Carpodacus sibiricus)
  - Паласова руменка
 (Carpodacus roseus)
  - Тропојасна руменка
 (Carpodacus trifasciatus)
  - Хималајска беловеђа руменка
 (Carpodacus thura)
  - Кинеска беловеђа руменка
 (Carpodacus dubius)
  - Црвеногруда руменка
 (Carpodacus puniceus)
  - Гримизновеђа зеба
 (Carpodacus subhimachalus)

- Род Haemorhous
  - Касинова зеба
 (Haemorhous cassinii)
  - Љубичаста зеба
 (Haemorhous purpureus)
  - Мексичка зимовка
 (Haemorhous mexicanus)
- Род Chloris
  - Црноглава зелентарка
 (Chloris ambigua)
  - Зелентарка
 (Chloris chloris)
  - Сивокапа зелентарка
 (Chloris sinica)
  - Вијетнамска зелентарка
 (Chloris monguilloti)
  - Жутогруда зелентарка
 (Chloris spinoides)
- Род Rhodospiza
  - Пустињска зеба
 (Rhodospiza obsoleta)
- Род Rhynchostruthus
  - Сокотранска златокрила зеба
 (Rhynchostruthus socotranus)
  - Арабијска златокрила зеба
 (Rhynchostruthus percivali)
  - Сомалска златокрила зеба
 (Rhynchostruthus louisae)
- Род Linurgus
  - Зеба златка
 (Linurgus olivaceus)
- Род Crithagra
  - Принсипска зеба
 (Crithagra rufobrunnea)
  - Саотомски батокљун
 (Crithagra concolor)
  - Афричка жутарица
 (Crithagra citrinelloides)
  - Западна жутарица
 (Crithagra frontalis)
  - Јужна жутарица
 (Crithagra hyposticta)
  - Црнолики канаринац
 (Crithagra capistrata)
  - Папирушки канаринац
 (Crithagra koliensis)
  - Шумски канаринац
 (Crithagra scotops)
  - Сиви афрички певач
 (Crithagra leucopygius)
  - Црногрли канаринац
 (Crithagra atrogularis)
  - Жутогуза зеба
 (Crithagra xanthopygia)
  - Рајхенова зеба
 (Crithagra reichenowi)
  - Арабијска жутарица
 (Crithagra rothschildi)
  - Жутогрла зеба
 (Crithagra flavigula)
  - Салвадоријева зеба
 (Crithagra xantholaema)
  - Лимуногруда канаринац
 (Crithagra citrinipectus)
  - Мозамбичка цајзла
 (Crithagra mozambica)
  - Белотрби канаринац
 (Crithagra dorsostriata)
  - Анкоберска жутарица
 (Crithagra ankoberensis)
  - Јеменска жутарица
 (Crithagra menachensis)
  - Капски чижак
 (Crithagra totta)
  - Дракенсбершки чижак
 (Crithagra symonsi)
  - Северни канаринац-батокљун
 (Crithagra donaldsoni)
  - Јужни канаринац-батокљун
 (Crithagra buchanani)
  - Жути канаринац
 (Crithagra flaviventris)
  - Бримстонски канаринац
 (Crithagra sulphurata)
  - Рајхардова зеба
 (Crithagra reichardi)
  - Пругастоглави канаринац
 (Crithagra gularis)
  - Западноафричка зеба
 (Crithagra canicapilla)
  - Црноуха зеба
 (Crithagra mennelli)
  - Смеђогуза зеба
 (Crithagra tristriata)
  - Белогрли канаринац
 (Crithagra albogularis)
  - Дебелокљуна зеба
 (Crithagra burtoni)
  - Пругаста зеба
 (Crithagra striolata)
  - Жутовеђа зеба
 (Crithagra whytii)
  - Танзанијска зеба
 (Crithagra melanochroa)
  - Белокрили канаринац
 (Crithagra leucoptera)
- Род Linaria
  - Планинска јуричица
 (Linaria flavirostris)
  - Конопљарка
 (Linaria cannabina)
  - Јеменска конопљарка
 (Linaria yemenensis)
  - Варсангалска конопљарка
 (Linaria johannis)
- Род Acanthis
  - Поларна јуричица
 (Acanthis hornemanni)
  - Брезова јуричица
 (Acanthis flammea)
  - Мала јуричица
 (Acanthis cabaret)
- Род Loxia
  - Боров крстокљун
 (Loxia pytyopsittacus)
  - Шкотски крстокљун
 (Loxia scotica)
  - Крстокљун
 (Loxia curvirostra)
  - Белокрили крстокљун
 (Loxia leucoptera)
  - Хаићански крстокљун
 (Loxia megaplaga)
- Род Chrysocorythus
  - Планинска жутарица
 (Chrysocorythus estherae)
- Род Carduelis
  - Чешљугар
 (Carduelis carduelis)
  - Алпска жутарица
 (Carduelis citrinella)
  - Корзиканска жутарица
 (Carduelis corsicana)
- Род Serinus
  - Црноглава жутарица
 (Serinus pusillus)
  - Жутарица
 (Serinus serinus)
  - Сиријска жутарица
 (Serinus syriacus)
  - Дивљи канаринац
 (Serinus canaria)
  - Капски канаринац
 (Serinus canicollis)
  - Жутокруни канаринац
 (Serinus flavivertex)
  - Етиопијски чижак
 (Serinus nigriceps)
  - Црноглави канаринац
 (Serinus alario)
- Род Spinus
  - Тибетанска жутарица
 (Spinus thibetanus)
  - Амерички чешљугар
 (Spinus tristis)
  - Лоренсов чешљугар
 (Spinus lawrencei)
  - Мексичка цајзла
 (Spinus psaltria)
  - Чижак
 (Spinus spinus)
  - Антилски чижак
 (Spinus dominicensis)
  - Боров чижак
 (Spinus pinus)
  - Црнокапи чижак
 (Spinus atriceps)
  - Црноглави чижак
 (Spinus notata)
  - Црнобради чижак
 (Spinus barbata)
  - Жутотрби чижак
 (Spinus xanthogastra)
  - Маслинасти чижак
 (Spinus olivacea)
  - Капуљачасти чижак
 (Spinus magellanica)
  - Шафранасти чижак
 (Spinus siemiradzkii)
  - Жутолики чижак
 (Spinus yarrellii)
  - Венецуеланска цајзла
 (Spinus cucullata)
  - Боливијска црна цајзла
 (Spinus atrata)
  - Жутогузи чижак
 (Spinus uropygialis)
  - Дебелокљуни чижак
 (Spinus crassirostris)
  - Андски чижак
 (Spinus spinescens)
- Група родова хавајске нектарнице или хавајске чешљугарке, хавајски медни пужићи (некада су сврставани у посебну потпородицу Drepanidinae)
  - Род Melamprosops
    - Црнолика хавајска нектарница / пу ули
 (Melamprosops phaeosoma)[а]

  - Род Paroreomyza
    - Молокајска хавајска нектарница / какавахи
 (Paroreomyza flammea)[б]
    - Оахуанска хавајска нектарница / оахуански алаухио
 (Paroreomyza maculata)
    - Ланајско-маујска хавајска нектарница
 (Paroremyza montana)
      - Ланајска хавајска нектарница / ланајски алаухио
 (Paroreomyza montana montana)[в]
      - Маујска хавајска нектарница / маујски алаухио
 (Paroreomyza montana newtoni)

  - Род Oreomystis
    - Кауајска хавајска нектарница / акикики
 (Oreomystis bairdi)

  - Род Telespiza
    - Лајсанска зеба
 (Telespiza cantans)
    - Кауајска зеба
 (Telespiza persecutrix)[г]
    - Нихоанска зеба
 (Telespiza ultima)
    - Мауи нујска зеба
 (Telespiza ypsilon)[г]

  - Род Loxioides
    - Палила
 (Loxioides bailleui)
    - Кауајска палила
 (Loxioides kikuichi)[г]

  - Род Rhodacanthis
    - Велика конска зеба
 (Rhodacanthis palmeri)[д]
    - Мала конска зеба
 (Rhodacanthis flaviceps)[д]

  - Род Chloridops
    - Конски батокљун
 (Chloridops kona)[д]

  - Род Psittirostra
    - Оу
 (Psittirostra psittacea)

  - Род Dysmorodrepanis
    - Ланајски кукокљун
 (Dysmorodrepanis munroi)[д]

  - Род Drepanis
    - Хавајски мамо
 (Drepanis pacifica)[д]
    - Црни мамо / хоа
 (Drepanis funerea)[д]
    - И иви
 (Drepanis coccinea)

  - Род Ciridops
    - Ула аи хаване
 (Ciridops anna)[д]
    - Стаменонога зеба
 (Ciridops tenax)[д]

  - Род Palmeria
    - Ћубаста хавајска нектарница / акохекохе
 (Palmeria dolei)

  - Род Himatione
    - Апапане
 (Himatione sanguinea)
    - Лајсанска хавајска нектарница / лајсански апапане
 (Himatione fraithii)[д]

  - Род Viridonia
    - Велики амакихи
 (Viridonia sagittirostris)[д]

  - Род Akialoa
    - Мала акиалоа
 (Akialoa obscura)[д]
    - Оахуанска акиалоа
 (Akialoa ellisiana)[д]
    - Мауи нујска акиалоа / ланајска акиалоа
 (Akialoa lanaiensis)[д]
    - Кауајска акиалоа
 (Akialoa stejnegeri)[д]
    - Дугокљуна акиалоа
 (Akialoa upupirostris)[д]
    - Џиновска акиалоа
 (Akialoa sp.)[д]

  - Род Hemignathus
    - Џиновски нукупу
 (Hemignathus vorpalis)[д]
    - Маујски нукупу
 (Hemignathus affinis)[а]
    - Оахуански нукупу
 (Hemignathus lucidus)[д]
    - Кауајски нукупу
 (Hemignathus hanapepe)[а]
    - Акиаполау
 (Hemignathus wilsoni)

  - Род Pseudonestor
    - Кивикиу
 (Pseudonestor xanthophrys)

  - Род Magumma
    - Анианиау
 (Magumma parva)

  - Род Loxops
    - Акеке
 (Loxops caeruleirostris)
    - Хавајска акепа
 (Loxops coccineus)
    - Оахуанска акепа
 (Loxops wolstenholmei)[д]
    - Маујска акепа
 (Loxops ochraceus)[д]
    - Хавајска нектарница
 (Loxops mana)

  - Род Chlorodrepanis
    - Хавајски амакихи
 (Chlorodrepanis virens)
    - Оахуански амакихи
 (Chlorodrepanis flava)
    - Кауајски амакихи
 (Chlorodrepanis stejnegeri)

### Потпородица еуфоније (Euphoniinae)
- Род еуфонија (Euphonia)
  - Јамајчанска еуфонија
 (Euphonia jamaica)
  - Оловна еуфонија
 (Euphonia plumbea)
  - Жбуњачка еуфонија
 (Euphonia affinis)
  - Љубичастогрла еуфонија
 (Euphonia chlorotica)
  - Жутокруна еуфонија
 (Euphonia luteicapilla)
  - Тринидадска еуфонија
 (Euphonia trinitatis)
  - Љубичастогруда еуфонија
 (Euphonia concinna)
  - Наранџастокруна еуфонија
 (Euphonia saturata)
  - Финчова еуфонија
 (Euphonia finschi)
  - Љубичаста еуфонија
 (Euphonia violacea)
  - Дебелокљуна еуфонија
 (Euphonia laniirostris)
  - Жутогрла еуфонија
 (Euphonia hirundinacea)
  - Зеленобрада еуфонија
 (Euphonia chalybea)
  - Елегантна еуфонија
 (Euphonia elegantissima)
  - Антилска еуфонија
 (Euphonia musica)
  - Златогуза еуфонија
 (Euphonia cyanocephala)
  - Тачкастокруна еуфонија
 (Euphonia imitans)
  - Жутосмеђотрба еуфонија
 (Euphonia fulvicrissa)
  - Маслинастолеђа еуфонија
 (Euphonia gouldi)
  - Бронзанозелена еуфонија
 (Euphonia mesochrysa)
  - Белообраза еуфонија
 (Euphonia chrysopasta)
  - Белотрба еуфонија
 (Euphonia minuta)
  - Мркожутокапа еуфонија
 (Euphonia anneae)
  - Наранџастотрба еуфонија
 (Euphonia xanthogaster)
  - Риђотрба еуфонија
 (Euphonia rufiventris)
  - Кестењастотрба еуфонија
 (Euphonia pectoralis)
  - Златобока еуфонија
 (Euphonia cayennensis)
  - Црногрла еуфонија
 (Euphonia vittata)[ђ]
- Род хлорофонија (Chlorophonia)
  - Жутоогрличаста хлорофонија
 (Chlorophonia flavirostris)
  - Плаволеђа хлорофонија
 (Chlorophonia cyanea)
  - Кестењастогруда хлорофонија
 (Chlorophonia pyrrhophrys)
  - Плавокруна хлорофонија
 (Chlorophonia occipitalis)
  - Златовеђа хлорофонија
 (Chlorophonia callophrys)